# Peucedanum venosum
Peucedanum venosum är en flockblommig växtart som beskrevs av Burtt Davy. Peucedanum venosum ingår i släktet siljor, och familjen flockblommiga växter. Inga underarter finns listade i Catalogue of Life.